# Frankenwall 23 (Stralsund)

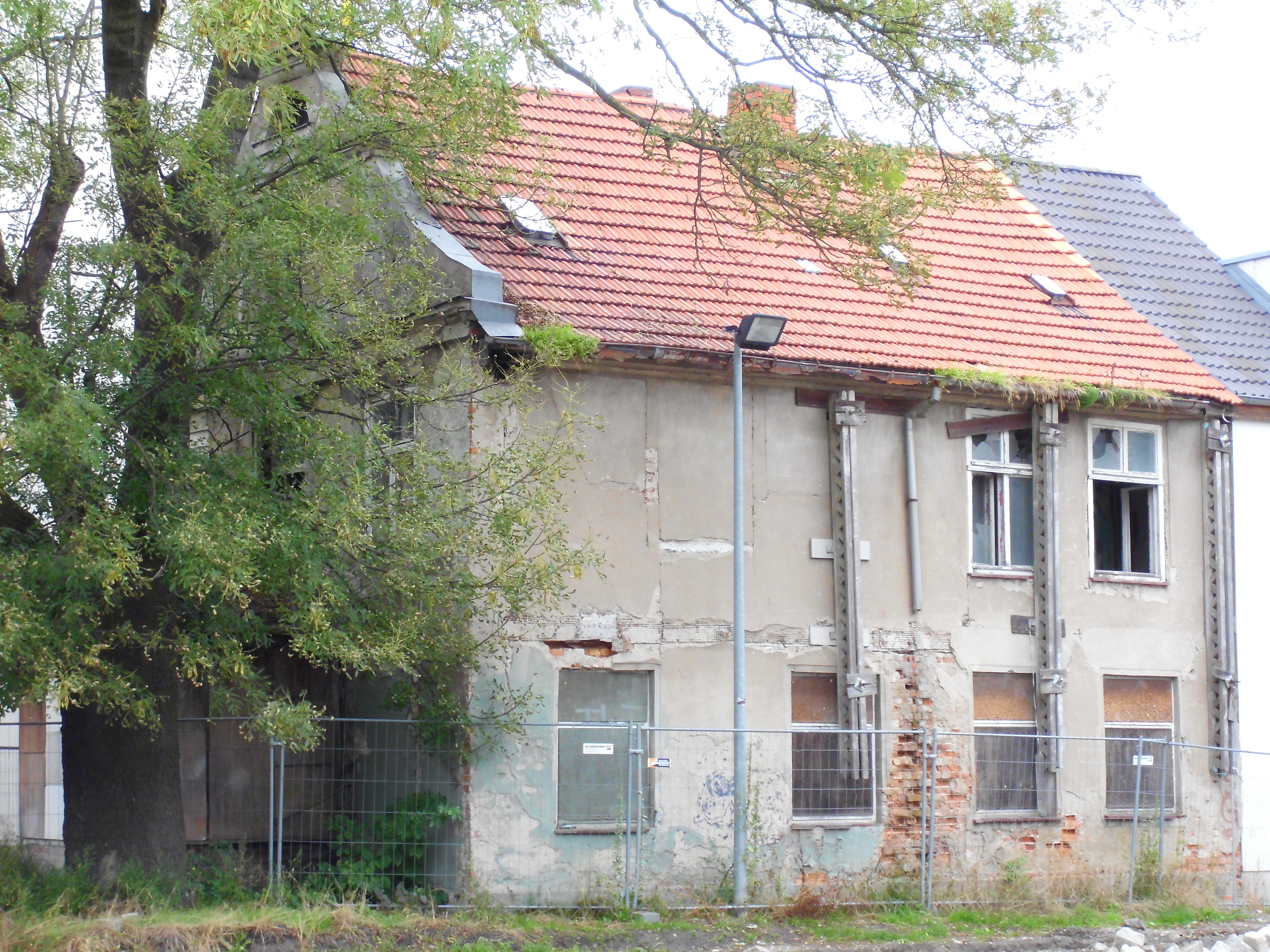
Das Haus Frankenwall 23 in Stralsund (2013)

Das Gebäude mit der postalischen Adresse Frankenwall 23 war ein denkmalgeschütztes Bauwerk am Frankenwall in Stralsund.
Der zweigeschossige Putzbau wurde nach 1815 errichtet. Nach einem Teilabbruch waren nur noch die vier westlichen Achsen erhalten. Das Erdgeschoss war in Backstein, das Obergeschoss in Fachwerk ausgeführt. Die westliche Schmalseite wies einen Schweifgiebel und einen hölzernen Verandaanbau vom Ende des 19. Jahrhunderts auf.
Das Haus lag im Kerngebiet des von der UNESCO als Weltkulturerbe anerkannten Stadtgebietes des Kulturgutes „Historische Altstädte Stralsund und Wismar“. In die Liste der Baudenkmale in Stralsund aus dem Jahr 1999 ist es mit der Nummer 260 eingetragen; im September 2013 wurde das Gebäude wegen akuter Einsturzgefahr zum Abriss freigegeben und später abgerissen.